# Pieter Casteels III
Pieter Casteels III, né en 1684 à Anvers et mort en 1749 à Richmond, est un peintre et graveur flamand. Il est principalement connu pour ses peintures et gravures de fleurs, gibier et oiseaux. La majeure partie de sa carrière a eu lieu en Angleterre, avec du succès en tant que peintre, graveur et dessinateur de textiles.

## Biographie
Il fait partie d’une famille de peintres. Il étudie la peinture avec son père Pieter Casteels II, un peintre de paysages.
En 1708, il part avec son beau-frère Peter Tillemans en Angleterre pour travailler pour un marchand de tableaux nommé Turner pour lequel ils ont fait des copies de peintures anciennes.
Après un bref retour à Anvers en 1712, Casteels s'installe définitivement en Angleterre autour de 1717. Il a développé une carrière réussie en tant que peintre de fleurs et d'oiseaux exotiques qui servaient principalement un but décoratif comme parements de cheminées ou des dessus de porte. Il a travaillé aussi comme marchand d'art et importateur de tableaux européens.
En 1726, Casteels a lancé une souscription pour une série de 12 gravures d'oiseaux, gravées après ses propres dessins. Le succès de ce projet l'a encouragé à travailler sur deux autres publications : les Douze mois de Fleurs et les Douze mois de Fruits.

## Œuvre
Il est principalement connu pour ses peintures et gravures de fleurs, gibier et oiseaux.